# Llista d'espècies de fixelídids
Aquesta és la llista d'espècies de fixelídids (Phyxelididae), una família d'aranyes araneomorfes descrites per P. T. Lehtinen l'any 1967.
Conté la informació recollida fins al 28 d'octubre de 2006 i hi ha citats 12 gèneres i 54 espècies, però la majoria formen part del gènere Phyxelida amb 19 espècies. La seva distribució es redueix a una gran zona de l'Àfrica Sud-oriental, l'Àsia Menor, Madagascar, i el gènere Vytfutia que té una espècie a Borneo i una altra a Sumatra.

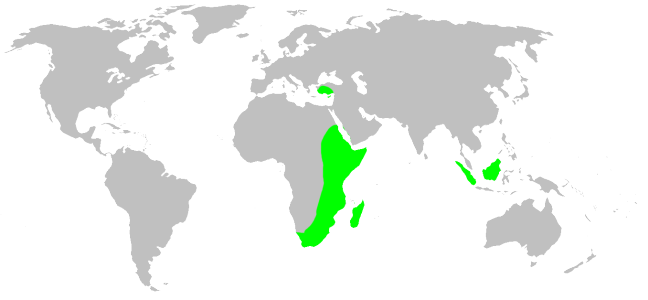
Distribució dels fixelídids

## Gèneres i espècies

### Ambohima
Griswold, 1990
- Ambohima pauliani Griswold, 1990 (Madagascar)
- Ambohima sublima Griswold, 1990 (Madagascar)

### Kulalania
Griswold, 1990
- Kulalania antiqua Griswold, 1990 (Kenya)

### Lamaika
Griswold, 1990
- Lamaika distincta Griswold, 1990 (Sud-àfrica)

### Malaika
Lehtinen, 1967
- Malaika delicatula Griswold, 1990 (Sud-àfrica)
- Malaika longipes (Purcell, 1904) (Sud-àfrica)

### Matundua
Lehtinen, 1967
- Matundua silvatica (Purcell, 1904) (Sud-àfrica)

### Namaquarachne
Griswold, 1990
- Namaquarachne angulata Griswold, 1990 (Sud-àfrica)
- Namaquarachne hottentotta (Pocock, 1900) (Sud-àfrica)
- Namaquarachne khoikhoiana Griswold, 1990 (Sud-àfrica)
- Namaquarachne thaumatula Griswold, 1990 (Sud-àfrica)
- Namaquarachne tropata Griswold, 1990 (Sud-àfrica)

### Phyxelida
Simon, 1894
- Phyxelida abyssinica Griswold, 1990 (Etiòpia)
- Phyxelida anatolica Griswold, 1990 (Xipre, Turquia)
- Phyxelida apwania Griswold, 1990 (Kenya, Tanzània)
- Phyxelida bifoveata (Strand, 1913) (Àfrica Oriental)
- Phyxelida carcharata Griswold, 1990 (Kenya)
- Phyxelida crassibursa Griswold, 1990 (Kenya)
- Phyxelida eurygyna Griswold, 1990 (Malawi)
- Phyxelida fanivelona Griswold, 1990 (Madagascar)
- Phyxelida irwini Griswold, 1990 (Kenya)
- Phyxelida jabalina Griswold, 1990 (Tanzània)
- Phyxelida kipia Griswold, 1990 (Tanzània)
- Phyxelida makapanensis Simon, 1894 (Sud-àfrica)
- Phyxelida malagasyana Griswold, 1990 (Madagascar)
- Phyxelida mirabilis (L. Koch, 1875) (Etiòpia)
- Phyxelida nebulosa (Tullgren, 1910) (Tanzània)
- Phyxelida pingoana Griswold, 1990 (Kenya)
- Phyxelida sindanoa Griswold, 1990 (Kenya)
- Phyxelida tanganensis (Simon & Fage, 1922) (Tanzània)
- Phyxelida umlima Griswold, 1990 (Tanzània)

### Pongolania
Griswold, 1990
- Pongolania chrysionaria Griswold, 1990 (Sud-àfrica)
- Pongolania pongola Griswold, 1990 (Sud-àfrica)

### Themacrys
Simon, 1906
- Themacrys cavernicola (Lawrence, 1939) (Sud-àfrica)
- Themacrys irrorata Simon, 1906 (Sud-àfrica)
- Themacrys monticola (Lawrence, 1939) (Sud-àfrica)
- Themacrys silvicola (Lawrence, 1938) (Sud-àfrica)
- Themacrys ukhahlamba Griswold, 1990 (Sud-àfrica)

### Vidole
Lehtinen, 1967
- Vidole capensis (Pocock, 1900) (Sud-àfrica)
- Vidole helicigyna Griswold, 1990 (Sud-àfrica)
- Vidole lyra Griswold, 1990 (Sud-àfrica)
- Vidole schreineri (Purcell, 1904) (Sud-àfrica)
- Vidole sothoana Griswold, 1990 (Lesotho, Sud-àfrica)

### Vytfutia
Deeleman-Reinhold, 1986
- Vytfutia bedel Deeleman-Reinhold, 1986 (Sumatra)
- Vytfutia pallens Deeleman-Reinhold, 1989 (Borneo)

### Xevioso
Lehtinen, 1967
- Xevioso amica Griswold, 1990 (Sud-àfrica)
- Xevioso aululata Griswold, 1990 (Sud-àfrica)
- Xevioso colobata Griswold, 1990 (Sud-àfrica)
- Xevioso jocquei Griswold, 1990 (Malawi)
- Xevioso kulufa Griswold, 1990 (Sud-àfrica)
- Xevioso lichmadina Griswold, 1990 (Sud-àfrica)
- Xevioso orthomeles Griswold, 1990 (Zimbabwe, Swaziland, Sud-àfrica)
- Xevioso tuberculata (Lawrence, 1939) (Sud-àfrica)
- Xevioso zuluana (Lawrence, 1939) (Sud-àfrica)